# 砷酸铈
砷酸铈是一种无机化合物，化学式为CeAsO4。

## 制备
砷酸铈可由二氧化铈、碳酸钾和砷酸二氢铵按4:1:3摩尔比于1073 K共熔反应得到。
二氧化铈在熔融焦砷酸铅（Pb2As2O7）中作用，生成枝状的CeO2和红色至琥珀色的“CeAsO4”两相，但其颜色说明用这种方法生长出的晶体，其中的铈可能不是+3价的。

## 其它砷酸盐
- Ce(HAsO4)2，CAS：51650-89-6，雪白色固体，参见文献[3]。
- Ce(H2AsO4)4，略带黄色的白色固体，参见文献[3]。